# Kretische Zelkove
Die Kretische Zelkove (Zelkova abelicea) ist eine Pflanzenart aus der Gattung der Zelkoven (Zelkova) und gehört in die Familie der Ulmengewächse (Ulmaceae).

## Beschreibung

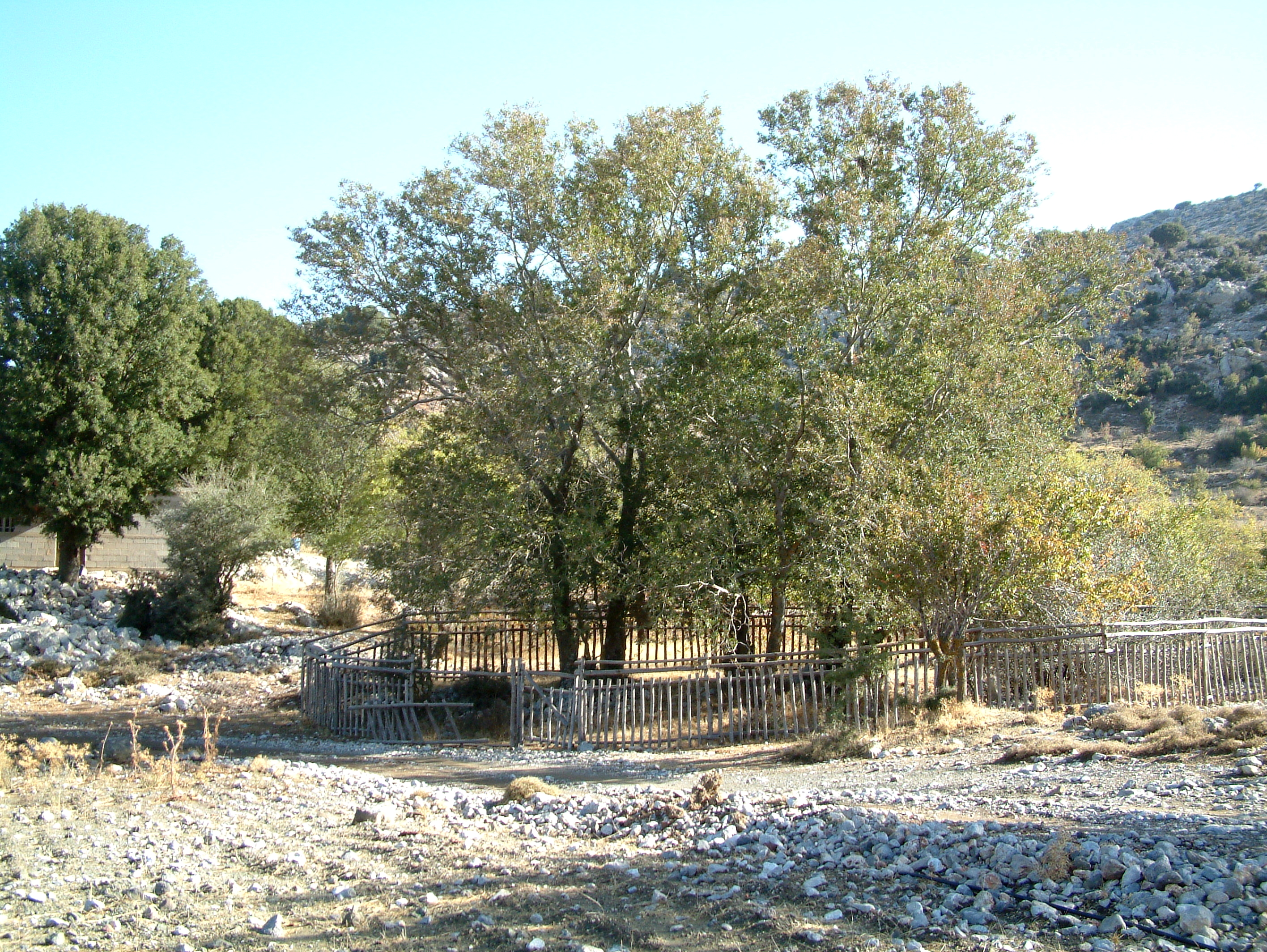
Bäume in Kreta

### Wuchsform
Zelkova abelicea ist meist ein durch Viehverbiss geformter, stark verzweigter Strauch von 1 bis 5 m Wuchshöhe, selten ein Baum, der bis zu 15 m hoch werden und einen Stammdurchmesser von 1,20 m erreichen kann. Die Borke ist gräulich, glatt und schuppend. Junge Schößlinge sind ziemlich dicht wollig behaart. Die Zweige sind dünn, gelblich-rötlich oder schwärzlichbraun und weich- bis steifhaarig. Die Knospen sind meist aufrecht-abstehend, eiförmig bis ellipsoid und weichhaarig.

### Blätter

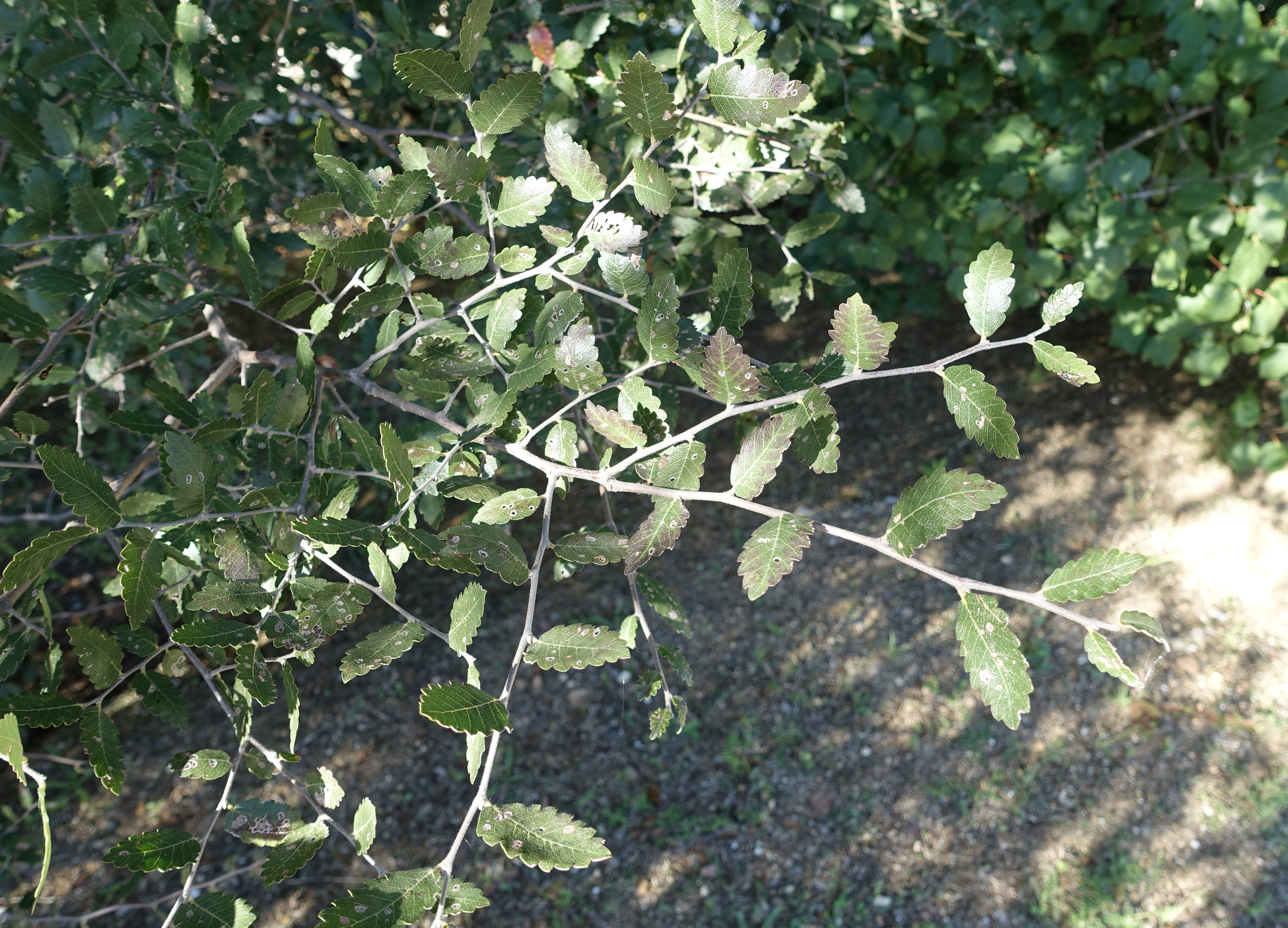
Zweige und Blätter

Die Laubblätter erreichen nur an reifen Bäumen ihre volle Größe und bleiben an Verbissformen klein. Das gesamte Größenspektrum der Blattspreite reicht von (6 bis) 10 bis 40 (bis 48) mm Länge und von (4 bis) 7 bis 30 (bis 43) mm Breite. Sie sind eiförmig, spitz, am Grund schief herzförmig und haben (drei bis) vier bis sechs (bis sieben) Seitennervenpaare, die in ebenso viele, regelmäßig angeordnete Fiederlappen auslaufen; die Oberfläche ist beiderseits angedrückt behaart; die Oberseite ist dunkelgrün, die Unterseite gelblichgrün. Der Blattstiel ist (0,5 bis) 0,8 bis 4 (bis 4,4) mm lang und besitzt eine weiche Behaarung.

### Blüten
Die Blüten sind zwittrig oder männlich und erscheinen mit den Blättern. Sie sind vierzählig. Die männlichen Blüten sind höchstens kurz gestielt und dicht geknäuelt; die Blütenhülle ist glockig, etwa zur Hälfte verwachsen, 2 bis 2,5 mm lang und breit mit häutigen, spitzlichen oder stumpfen, dünn wollig-bewimperten Zipfeln. Die Staubblätter haben 1,5 bis 2 mm lange, aufrechte, kahle Staubfäden und kurz längliche, etwa 1 mm lange, gelbe Staubbeutel. Die zwittrigen Blüten stehen einzeln und sind fast sitzend; ihre Blütenhülle ist knapp 1,5 mm lang, etwa zur Hälfte in breite, stumpfe Zipfel geteilt; die Staubblätter sind ähnlich wie bei den männlichen Blüten, aber mit nur 0,5 mm langen Staubfäden. Der Fruchtknoten ist sitzend, fast kugelförmig, zusammengedrückt, kahl und hat einen Durchmesser von 2,3 mm; die Griffel sind nur etwa 0,8 mm lang.

### Früchte
Die Frucht ist fast kugelig, etwa 5 bis 6 mm im Durchmesser, unregelmäßig und tief runzelig, mit Wülsten und Längsfurchen. Das Endokarp ist hellbraun und hat winzige Bläschen.

### Phänologie
Die Blütezeit reicht von April bis Mai.

### Chromosomenzahl
Die Chromosomenzahl beträgt 2n = 28.

## Vorkommen

### Verbreitung
Die Kretische Zelkove bezeugt als Tertiärrelikt die ehemals weite Verbreitung der Gattung Zelkova in Europa. Sie ist ein Endemit der Insel Kreta und besiedelt mit zerstreuten Populationen die höheren Gebirge (Lefka Ori, Kedros, Psiloritis, Dikti und Afendis Kavousi) in einer Höhenlage zwischen 850 und 1700 m.
Das von der Insel Zypern gemeldete Vorkommen konnte trotz intensiver Nachsuche nicht bestätigt werden und beruht wahrscheinlich auf einem Irrtum.

### Standort
Sie bildet Bergwälder mit Kretischem Ahorn (Acer sempervirens), Mittelmeer-Zypressen (Cupressus sempervirens), Kermes-Eichen (Quercus coccifera) und Kretischer Berberitze (Berberis cretica). Zelkova abelicea kommt bevorzugt in Schattlagen und auf feinerdereichem Untergrund mit einigermaßen ausgeglichener Wasserversorgung vor. Nach Brand regeneriert sich die Pflanze durch das Austreiben von Wasserreisern. Verjüngung durch Samen kommt dagegen selten vor. Der Baum ist auch unter mitteleuropäischen Klimabedingungen winterhart.

### Gefährdung
Wegen Überweidung bleiben die meisten Exemplare strauchförmig und kommen nicht zur Blüte. Es existieren nur wenige baumförmige Individuen, die zur Verjüngung über Samen beitragen können. Die Sämlinge sind zudem anfällig gegen bakterielle Infektionen. Die Art wurde deshalb als Vulnerable (Gefährdet) eingestuft. Neue Feldstudien ergaben, dass die Bestände der Art in kleinen, voneinander isolierten Populationen vorliegen und der Anteil ausgewachsener, fruchtfähiger Bäume sehr gering ist. Dies führte 2011 zu einer Einstufung als Endangered (Stark gefährdet).

## Systematik und botanische Geschichte
Die Kretische Zelkove rückte schon früh in den Fokus abendländischer Wissenschaft, als sie im Jahr 1594 von dem venezianischen Arzt Onorio Belli gesammelt, beschrieben und abgebildet wurde. Auf der Grundlage eines durch Joseph Pitton de Tournefort im Jahr 1700 auf Kreta gesammelten Herbarbelegs, der im Muséum national d’histoire naturelle in Paris aufbewahrt wird, wurde sie 1785 von Jean-Baptiste de Lamarck unter dem Basionym Quercus abelicea Lam. erstbeschrieben. James Edward Smith erkannte 1806 ihre Zugehörigkeit zu den Ulmaceae und benannte sie in Ulmus abelicea (Lam.) Sm. um. Édouard Spach stellte sie 1841 in die Gattung Zelkova, zunächst als Zelkova crenata Spach var. cretica Spach, ein Jahr später als Zelkova cretica (Spach) Spach. Die gültige Kombination Zelkova abelicea mit dem auf Artniveau prioritätsberechtigen Epithet „abelicea“ wurde 1879 von Pierre Edmond Boissier veröffentlicht. Weitere Synonyme sind Planera abelicea (Lam.) Schultes, Planera cretica (Spach) Kotschy und Abelicea cretica (Spach) Kuntze.

## Nutzung
Das Holz des in der Landessprache Ambelitsa (griechisch αμπελιτσά) genannten Baumes ist sehr elastisch und widerstandsfähig. Traditionell werden die typisch kretischen Hirtenstöcke, Werkzeugstiele oder Teile von Musikinstrumenten daraus hergestellt.